# Anthophora boharti
Anthophora boharti är en biart som beskrevs av Brooks 1988. Anthophora boharti ingår i släktet pälsbin, och familjen långtungebin. Inga underarter finns listade i Catalogue of Life.